# Newhaven (Schiff)
Die Newhaven, benannt nach der kleinen Hafenstadt Newhaven in Südengland, war eine britische Personenfähre, die im Passagierfährdienst über den Ärmelkanal auf der Linie Dieppe–Newhaven eingesetzt war und im Zweiten Weltkrieg von der deutschen Kriegsmarine erbeutet und in verschiedenen Funktionen genutzt wurde.

## Geschichte

### Kanalfähre
Das Schiff lief 1911 auf der Werft von Forges et Chantiers de la Méditerranée in Le Havre (Frankreich) vom Stapel und wurde von seinen Eignern, der London, Brighton and South Coast Railway Company, auf der Linie Newhaven—Dieppe eingesetzt. Es war 93,1 m lang und 10,6 m breit und hatte 5,0 m Tiefgang. Es hatte zwei Schornsteine und zwei Masten und war mit 1888 BRT vermessen. Vier Kessel und drei Dampfturbinen mit zusammen 9000 PS ergaben eine Geschwindigkeit von 22 Knoten.
Im Ersten Weltkrieg wurde es von der Royal Navy requiriert, die es zunächst als Truppentransporter, dann nach entsprechender Umrüstung vom 7. Mai 1915 bis zum 27. März 1919 als Lazarettschiff nutzte.
Nach Kriegsende wurde die Newhaven an die LB&SC zurückgegeben und wieder ihrer ursprünglichen Aufgabe zugeführt. Am 1. Januar 1923 gingen Eigentum und Bereederung der LB&SC Kanalfähren an die Southern Railway. Nach einer Modernisierung in den 1920er Jahren hatte das Schiff nur noch einen Schornstein.

### Kriegsmarine
Am 26. Juli 1940 fiel die Newhaven den deutschen Wehrmachtstruppen bei der Besetzung von Bayonne in die Hände. Zunächst war geplant, das Schiff mit entsprechender Ausstattung und Bewaffnung als Minenschiff mit dem Namen Skorpion im Kanal einzusetzen, und es wurde mit der Bezeichnung Schiff 52 am 16. August 1940 in Dienst gestellt. (Mehrere andere in deutsche Hand gefallene Kanalfähren wurden ebenfalls zu Minenschiffen umgerüstet, z. B. die Elsaß ex Côte d'Azur, die Lothringen, die Ostmark ex Côte d'Argent und die Versailles.) Zum Einsatz als Minenschiff oder gar als Hilfskreuzer kam es jedoch nicht, ob wegen baulicher Untauglichkeit, Mangel an Ausrüstung oder Personal, oder anderer Erwägungen ist nicht klar ersichtlich. Stattdessen wurde das Schiff im Dezember 1940 mit der Bezeichnung V 1601 Führerschiff der 16. Vorpostenflottille, die im September 1940 auf der Grundlage der im Juli 1940 gebildeten 16. Vorpostengruppe aufgestellt worden war. Die Flottille operierte zunächst im Westraum, dann ab 1941 im Kattegatt und Skagerrak (mit Stützpunkt Frederikshavn).
1942 wurde das Schiff mit der Bezeichnung DWo 67 Wohnschiff der Küstenschutz-Flottille Westliche Ostsee. Am 1. Oktober 1943 wurde die Flottille in 1. Sicherungsflottille bei der neu eingerichteten 10. Sicherungs-Division umbenannt; dabei erhielt die einstige Newhaven die neue Bezeichnung Vorpostensicherungsboot Vs 111, wobei das Schiff wohl weiterhin als Wohnschiff diente.
Ein Umbau zum Nachtjagdleitschiff für den Einsatz im Skagerrak wurde in Erwägung gezogen, kam aber nicht zur Ausführung.

## Verbleib
Nach Kriegsende diente das Schiff noch bis März 1946 als Wohnschiff in Kiel. Es wurde im November 1948 verschrottet.